# Фещенко Євген Леонорович
Євген Леонорович Фещенко (нар.4 червня 1963 р.) — український археолог. Кандидат історичних наук, доцент кафедри історіографії, джерелознавства та архівознавства Дніпропетровського національного університету імені Олеся Гончара.

## Біографія
Брав активну участь у роботах Новобудовної археологічної експедиції ДДУ на території лівобережної частини Дніпропетровської області під керівництвом І. Ф. Ковальової у 1982—1993 роках.
Протягом 1994—2004 років працював у органах державної влади.
У 2005 році повернувся до Дніпропетровського національного університету, де працює на посаді доцента кафедри історіографії, джерелознавства та архівознавства історичного факультету, керує навчальною (археолого-етнографічною) практикою.
Досліджує бронзову добу України, спеціалізується на дослідженні катакомбної культури. Вчитель Історії в КЗО"Солонянське"НВО

## Археологічні розкопки
- Курганний могильник у с. Вербки[1]
- Розкопки кургану Покровської зрубної культури у смт Обухівка в Нижньому Пооріллі[2]
- Розкопки курганів у с. Миколаївка Петропавлівського р-ну Дніпропетровської обл.[3]
- Розкопки курганного могильника поблизу с. Зелений Гай неподалік Кривого Рогу у Дніпропетровській області (1999 р.).